# ニコラス・デル・カンポ

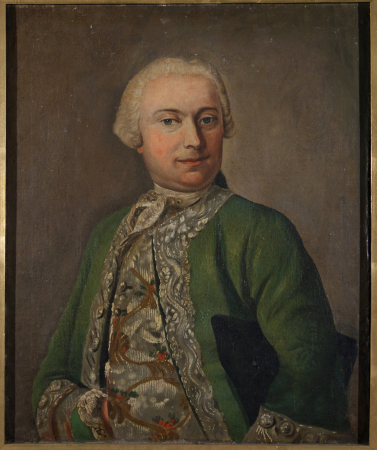
ニコラス・デル・カンポ

ニコラス・デル・カンポ（Nicolás Francisco Cristóbal del Campo, Marqués de Loreto, 1725年3月12日 - 1803年2月17日）は、スペインの政治家、軍人、リオ・デ・ラ・プラタ副王領の第3代副王。
ジブラルタル包囲戦でスペイン軍側で参戦し、1784年3月7日から1789年12月4日まで副王を務めた。